# 安远路
安远路是中華人民共和國上海市静安區與普陀區的界路。道路东起西苏州路，西至长寿路，全长2003米，道路於清朝宣统三年至中華民国3年（1911年至1914年）由上海公共租界工部局越界筑路，並命名為槟榔路（Penang Road），路名來自於槟榔屿。中華民国32年（1943年）更名為安遠路，路名來自於江西安远。道路沿途有玉佛禅寺。